# Ceratophyllus diffinis
Ceratophyllus diffinis är en loppart som beskrevs av Jordan 1925. Ceratophyllus diffinis ingår i släktet Ceratophyllus och familjen fågelloppor. Inga underarter finns listade i Catalogue of Life.